# Hope (Idaho)
Pour les articles homonymes, voir Hope.
Hope est une ville américaine du comté de Bonner en Idaho. Située sur le lac Pend Oreille, la ville est limitrophe de East Hope.

## Démographie
| 1910 | 1920 | 1930 | 1940 | 1950 | 1960 |
| ---- | ---- | ---- | ---- | ---- | ---- |
| 215  | 160  | 111  | 116  | 111  | 96   |

| 1970 | 1980 | 1990 | 2000 | 2010 | - |
| ---- | ---- | ---- | ---- | ---- | - |
| 63   | 106  | 99   | 79   | 86   | - |

Selon le recensement de 2010, Hope compte 86 habitants. La municipalité s'étend sur 0,51 mille carré (1,32 km2), dont 0,47 mille carré (1,22 km2) de terres.